# Queuille
Queuille – miejscowość i gmina we Francji, w regionie Owernia-Rodan-Alpy, w departamencie Puy-de-Dôme.
Według danych na rok 1990 gminę zamieszkiwały 243 osoby, a gęstość zaludnienia wynosiła 24 osoby/km² (wśród 1310 gmin Owernii Queuille plasuje się na 608. miejscu pod względem liczby ludności, natomiast pod względem powierzchni na miejscu 804.).